# Liechtenstein na Letnich Igrzyskach Olimpijskich 1972
Liechtenstein na Letnich Igrzyskach Olimpijskich 1972 reprezentowało 6 zawodników. Był to 7. start reprezentacji Liechtensteinu na igrzyskach.

## Skład kadry

### Gimnastyka
Mężczyźni
- Bruno Banzer

Wielobój - 88. miejsce
Ćwiczenia na podłodze - 107. miejsce
Skok - 88. miejsce
Poręcz - 88. miejsce
Drążek - 67. miejsce
Kółka - 104. miejsce
Koń z łęgami - 60. miejsce

### Judo
Mężczyźni
- Armin Büchel - waga półśrednia - 18. miejsce
- Hans-Jakob Schädler - waga półciężka - 19. miejsce

### Kolarstwo
Mężczyźni
- Paul Kind - wyścig indywidualny ze startu wspólnego) - nie ukończył

### Strzelectwo
Mężczyźni
- Remo Sele - Karabin małokalibrowy leżąc 50 m - 81. miejsce
- Louis Frommelt - Karabin małokalibrowy leżąc 50 m - 87. miejsce